# Devil May Cry 3: Dante’s Awakening
A Devil May Cry 3: Dante’s Awakening (vagy csak Devil May Cry 3, DMC3) a japán Capcom által fejlesztett és kiadott 3D-s külső nézetes akció-kaland hack and slash videójáték, amit 2005-ben adtak ki, s Special Edition változatát pedig 2006-ban. A történet az első játék előtt és a Devil May Cry 3 Manga előtt játszódik, bemutatva a két fivér közti konfliktust.
A történet modern korban játszódik, ahol Dante éppen irodáját készül kinyitni és elnevezni, amikor váratlanul egy idegen férfi felbukkan. Visszatér Vergil is, aki meg akarja szerezni édesanyjuktól kapott amulettjét Dante-tól és édesapja erejét, de ez végül kudarcba fullad. Feltűnik egy emberi démonvadász nő, Lady, aki Arkham lánya, s Dante segítője lesz.
A játék eladásakor a nehéz nehézségi szintek miatt kritizálták a játékot, de elődjéhez képest dicséreteket kapott, mivel javult. A videójátékból készült egy manga, ami a történet előtti eseményeket mutatja be.

## Szereplői lista
Dante: A fiatal démonvadász megnyitni készült irodáját, amikor Arkham meglátogatta, majd szörnyeket uszított rá. A Temen-Ni-Gru toronyba veszi küldetés útját, ahol találkozik nem csak Lady-vel és a rá váró szörnyekkel, de ikertestvérével, Vergil-lel is.
Angol hangja és Motion Picture színész: Reuben Langdon.
Vergil: Az emberiség ellen harcoló félvér apja erejét kívánja megszerezni, de kudarcba fullad a terve. Arkham segíti, de elárulja.
Angol hangja és Motion Picture színész: Daniel Southworth.
Lady: A fiatal démonvadász apja megölésére esküdött, miután az megölte édesanyját, akinek feláldozásával démoni erőre akart szert tenni. Végül saját maga végezz az apjával.
Angol hangja: Kari Wahlgren. Motion Picture színész: Stephanie Cheeva.
Arkham/Jester: Lady, azaz Mary édesapja, aki felesége feláldozásával tett démoni erőre szert. Vergil-t segíti, de miután elárulta, visszatért az életbe, hogy véghez vigye tervét. Végül kudarcba fulladt a terve, s saját lánya ölte meg. Angol hangja: Adam D. Clerk

## Cselekmény röviden
"Sparda legendájáról hallottál már? Amikor fiatal voltam, édesapám sokat mesélt róla. Régen, még az ókorban, egy démon fellázadt saját fajtája ellen az emberiség védelme miatt. Kardjával, a két világ közti kaput lezárta és megpecsételte. Démoni származása miatt a túloldalon ragadt. Sose hittem el. Tündérmesének hittem mindig. De rájöttem, hogy ez a legendának nevezett történet nem csak mese. Sparda valóban létezett. S hogy honnan tudom? Nos... találkoztam velük. Mindkét fiával. Ugyan egy apától származnak, mégis esküdt ellenségekként küzdöttek egymással. Még csak egy kis testvéri szeretett se volt bennük. Így végül egy maradhatott élve." - Lady idézte a játék Prológusában.
A történet egy bevezető videóval kezdődik, amikor Dante és Vergil a torony tetején kardoznak, s Vergil kerül ki győztesen. Azonban ez egy álom lehetett. Dante-t meglátogatja egy Arkham nevű férfi, aki Dante bátyjától, Vergil-től visz neki egy meghívót. Miután legyőzte az ellenséget, az utcán ráváró ellenség legyőzése után a toronyba ér. Ott megküzd a háromfejű démonkutyával, Cerberus-szal, akit legyőzve megkapja a fegyverét. A barlangban találkozik Lady-vel.
Miután a torony tetejére felér, s döntetlenül végződik testvére elleni harca, folytatnák még, de Vergil-nek sikerül kijátszania. A halál küszöbén állva kitör belőle a démoni énje. Később, miután felébredt, folytatta útját, de a nagy Leviathan gyomrában köt ki. Onnan kijutva a szörny szívét kell támadnia.
Leviathan gyomrából való kijutása után találkozik egy percre Lady-vel, majd megy tovább. Nevan barlangjához ér, ahol legyőzi a denevérboszorkát, megkapva a fegyvert.

## BOSS-ellenségek
- Cerberus: A jeget uraló háromfejű kutya, akinek legyőzésekor egy lánchoz hasonló fegyvert kapunk meg.
- Agni & Rudra: A Tűzet és a Szelet uraló ellenfelek, akik kardot használnak. A markolatuk végén van az arcuk, s beszélni tudnak.
- Leviathan: Egy hatalmas szörnyhalhoz hasonló biológiai fegyver, ami az égben röpköd. A szívét végezve szabadul ki Dante.
- Nevan: Egy denevérnő, aki a villámot képes irányítani. Legyőzésekor egy gitár alakú fegyvert kapunk, amivel a villámokat és a denevéreket képes irányítani a játékos.
- Beowulf: Egy hatalmas kapuőr, akit 2000 évvel ezelőtt Sparda megállított. Vergil végezz vele, de Dante-val együtt megkapják a képességét, amit eltérően használnak.
- Geryon: Egy hatalmas démonló, aki egy hintót magával húzva támad ellenségére. A hintóból robbanógömböket képes kilőni, de azzal sebezni is. A legyőzésével Dante kapja meg a Quicksilver képességet.
- Doppelganger: Egy másoló árnyék szörny, aki képes ellenfele tükörmását felvenni. Ha fény éri, sebezhető. Dante győzte le és kapta meg képességét.
- Arkham és csatlósai: Arkham Lady édesapja, Vergil csatlósa, de később mindannyiuk ellenfele. Sparda erejét akarta megszerezni, de kudarcba fulladt, végül saját lánya, Lady ölte meg.
- Vergil: Mint a játék ellensége is egyben, a Special Edition változatban játszható karakter. Ha a Special Editiont végigvisszük Dante-val (nehézségi szint mindegy), akkor Vergil is játszható lesz.
- Lady: Arkham lánya, Dante társa. Azért harcol ellene Lady, mert már nem tud kiben bízni, s Dante erőltette a harcot.
- Jester: Jester ellen három lehet küzdeni, Dante-val és Vergillel is.

## Játékmenet
A Devil May Cry 3 minden pályája "Mission" vagyis küldetés néven játsszuk, számos ellenség ellen. Mint a többi játékban, itt is rejtvényeket kell megoldani a továbbjutáshoz. Minden küldetést automatikusan értékel a játék, teljesítménytől, időtől, Vörös Gömb (Red Orb) összegyűjtésétől, sebesülés (amit el kell kerülni), Item használata se kell ahhoz, hogy jobb eredményt érjünk el (D=Dope (Dopping) , C=Cool (Közömbös), B=Blast (Robban) , A=Alright (Jól van) , S=Sweet, SS=Showtime és SSS=Stylish). Minél tovább harcolunk, és használjuk minden képességünket, annál jobb eredményt érünk el.
A Devil Trigger lehetővé teszi, hogy a játékos (Dante vagy Vergil) felvegye ezzel démoni alakját, aminek segítségével, gyors futás, mozgás, nagy ugrás és sérülésregenerálódást ad. A Dante Must Die szinten bármeddig használható, de az előzőekben Devil Star segítségével gyorsan lehet növelni.
A játék során harci stílusokat is használhatunk, amivel szintén növelhetjük a teljesítményt a játék végére.
Minden pályán egyet lehet csak használni, de a pályához tökéleteset.
Dante ezeket használja:
- Trickster: Ezzel lehet a falon futni, gyorsan kitér a támadás elől.
- Swordmaster: A kard és a lőfegyverek extra képességeket kapnak.
- Gunslinger: Több technikával látja el a lőfegyvereket.
- Royal Guard: A megfelelő használatkor elhárítja a támadásokat, amivel a teljesítményt is lehet használni.
- Quicksilver: A 12. pályán, Geryon legyőzésekor kapjuk meg, s csak ebben a játékban használható. Ennek segítségével le helet lassítani körülöttünk az időt, még az ellenfeleket is, így könnyen támadni tudjuk, de nem marad fent sokáig.
- Doppelganger: Tükörmását mutatja meg Dante-nak.

Vergil csak egyet használ
- Dark Slayer: Ezzel a képességel teleportálni is lehet, s elkerülni a támadásokat.

## Nehézségi fokozatok
Sokan úgy tartják, hogy a sorozat harmadik játéka a legnehezebb. Minden nehézségi szint növelésével a játékos gyengébnek, míg az ellenfél erősebbnek bizonyul.

### Easy
Az első és legkönnyebb szint. Ellenfelünket könnyebben tudjuk sebezni.

### Normal
Egyik alapértelmezett mód. Több életerejük van ellenfelünknek. A BOSS ellenségek erősebbek, míg a játékos többször is sérül.

### Hard
A Normal szintet végig véve érhető el. Az ellenségeknek több életerejük van és sok sérülést okoznak a játékosnak. A BOSS ellenségek támadásai gyakoriak.

### Very Hard
Ez a nehézségi szint csak a Special Edition-ban érhető el, miután teljesítettük a Hard szintet. Többször támadnak, majdnem folyamatosan a Boss ellenségek. A játékos nehezen jutt ahhoz, hogy támadni vagy kért okozni tudjon.

### Dante Must Die
A Hard szintet teljesítve érhető el. Az ellenség az eddigieknél sokkal több kárt képes okozni. Ebben a szintben, bármeddig fenntartható a Devil Trigger használata, míg vissza nem akarunk változni.

### Vergil Must Die
Ez a szint alapvetően hasonló a Dante Must Die-hoz, csak itt Vergil-t lehet irányítani. Ez a szint is csak a Special Edition-ban érhető el.

### Heaven Or Hell
A sorozatban ebben a játékban mutatkozik ez a szint először, aztán a Devil May Cry 4-ben. A Dante Must Die szint teljesítésekor érhető el. Az ellenfél és a játékos is egyetlen támadástól pusztul el.

## Fejlesztés, alkotás
Miután vegyes kritikákat kapott a Devil May Cry 2, a Capcom úgy döntött, ennek ellenére elkészítik a Devil May Cry 3-at. Míg a Devil May Cry 2-ben kritizálták a harci technikákat és Dante kinézetét, valamint a játék gyenge nehézségét, új környezetet és harci stílusokat alkottak meg.
Tanaka Cujosi producer szerint, létrehoztak egy új grafikát a játékba, új harci rendszereket terveztek, új fegyvereket, ellenségeket és harci stílust is fejlesztettek. A kameranézeteket mindig a karakterre fektették, hogy a zsúfolt csatajelenekben ne tévedjen el a játékos. A Devil May Cry 2 nehézségei után enyhítettek, hogy a japán piacon jobban fogyhasson. A nagy mennyiségű eladásnak hála, más országok piacain is eladható volt a játék. A siker érdekében, 2006 elején kiadták a Special Edition-t is.
Dante karakterén is változtattak a korábbiakhoz képest. A hozzáállásán, ami főleg a fiatalabb és arrogáns karaktert tükrözte.
Dante és Vergil Devil Trigger-ét Kaneko Kazuma tervezte.

## Fogadtatás
A Devil May Cry 3 Japánban a 8. Legjobban eladott játék volt az első héten. Több mint 1.300.000 példány kelt el világszerte, ezzel megszerezve a Platinum Címet a Capcom. A Metacritic 84-re értékelte a 100-ból, míg a GameRankings 84,2%-ra. A Game Informer 2005-ös Top 50 Games listáján is szerepelt, s A hónap játéka díjat is megkapta.
Több pozitív dicséretet kapott a történet, a játékmenet, a harci stílusok, kameraállás és az irányítás miatt főleg. A harci stílusokat például a Ninja Gaiden és a Prince of Persia-hoz hasonlították.
A Special Edition már eladásban és értékelésben jobban teljesített. A GameSpy 9. helyén kezdett 2006-ban, pozitív visszajelzéseket főleg a Bloody Palace szint és Vergil irányíthatósága miatt kapott.
Azonban sokaknak nem tetszett az, hogy minden egyes pályát a játék elején kell elmenteni, s játék közben nem lehet.
A sorozat harmadik játéka világszerte annyira nagy sikert ért el, hogy a Capcom közzétette, készítenek mangát, ami történetileg a játék előtt játszódik 1 évvel. A mangát Csajamacsi Szuguro írta, Észak-Amerikában pedig a Tokyopop adta ki. Ennek a sikernek még a Revoltech által készített játékfiguráknak is köszönhető minden.
2005. március 31-én került a japán piacra a játék háromlemezes zenelemeze, amit Sibata Tecuja és Haszegava Kento készített a játékhoz. A dalok dalszövegét írta és elénekelte Shawn McPherson.
Teljesítmény és eladás terén a Special Edition teljesített a legjobban.